# Lekkoatletyka na Światowych Wojskowych Igrzyskach Sportowych 2015 – bieg na 200 m kobiet
Bieg na 200 metrów kobiet – jedna z konkurencji biegowych rozegranych w dniach 7–8 października 2015 roku podczas 6. Światowych Wojskowych Igrzyskach Sportowych na kompleksie sportowym KAFAC Sports Complex w Mungyeongu.

## Terminarz
| Data                | Godzina (UTC+09:00) | Wydarzenie |
| ------------------- | ------------------- | ---------- |
| 7 października 2015 | 10:50               | Eliminacje |
| 8 października 2015 | 13:15               | Finał      |

## Rekordy
Tabela prezentuje rekord świata, a także rekord Igrzysk wojskowych (CSIM) przed rozpoczęciem mistrzostw.
|                                   | Zawodnik                 | Wynik | Miejsce        | Data                  |
| --------------------------------- | ------------------------ | ----- | -------------- | --------------------- |
| Rekord świata                     | Florence Griffith-Joyner | 21,34 | Seul           | 29 września 1988(dts) |
| Rekord Igrzyska wojskowych (CSIM) | Ana Cláudia Silva        | 23,01 | Rio de Janeiro | 23 lipca 2011(dts)    |

## Medaliści
| Złoto                    | Srebro                     | Brąz                        |
| Ofonime Odiong · Bahrajn | Anna Kiełbasińska · Polska | Rosângela Santos · Brazylia |

## Rezultaty

### Eliminacje
Awansowały do półfinałów: 2 najszybsze zawodniczki z każdego biegu (Q) oraz 2 najszybsze przegrane (q).
| Pozycja | Tor | Zawodnik              | Państwo           | Czas  | Uwagi  |
| ------- | --- | --------------------- | ----------------- | ----- | ------ |
| 1       | 3   | Anna Kiełbasińska     | Polska            | 23,50 | Q      |
| 2       | 3   | Ofonime Odiong        | Bahrajn           | 23,56 | Q      |
| 3       | 2   | Natalija Pohrebniak   | Ukraina           | 23,90 | Q      |
| 4       | 1   | Vitória Cristina Rosa | Brazylia          | 24,06 | Q      |
| 5       | 2   | Nadezhda Kotliarova   | Rosja             | 24,09 | Q      |
| 6       | 2   | Rosângela Santos      | Brazylia          | 24,09 | q      |
| 7       | 3   | Andriana Ferra        | Grecja            | 24,14 | q      |
| 8       | 1   | Ksienija Ryżowa       | Rosja             | 24,16 | Q      |
| 9       | 1   | Marta Jeschke         | Polska            | 24,20 |        |
| 10      | 2   | Xuan Wang             | Chiny             | 24,30 |        |
| 11      | 1   | Jelizaweta Bryzhina   | Ukraina           | 24,42 |        |
| 12      | 2   | Sabina Mukoswa        | Kenia             | 25,37 |        |
| 13      | 3   | Margarita Manzueta    | Dominikana        | 25,48 |        |
| 14      | 2   | LaTisha Moulds        | Stany Zjednoczone | 26,32 |        |
| 15      | 3   | Rose Cherono Sang     | Kenia             | 26,38 |        |
| 16      | 2   | Jelena Marsenic       | Czarnogóra        | 32,91 |        |
| -       | 1   | Xuejing Yao           | Chiny             | DQ    | R163.3 |
| -       | 3   | Alexina Haantebe      | Zambia            | DQ    | R163.3 |

### Finał
| Pozycja | Tor | Zawodnik              | Państwo  | Czas  | Uwagi  |
| ------- | --- | --------------------- | -------- | ----- | ------ |
| 01 !    | 6   | Ofonime Odiong        | Bahrajn  | 23,18 |        |
| 02 !    | 5   | Anna Kiełbasińska     | Polska   | 23,33 |        |
| 03 !    | 1   | Rosângela Santos      | Brazylia | 23,38 |        |
| 4       | 4   | Natalija Pohrebniak   | Ukraina  | 23.55 |        |
| 5       | 2   | Andriana Ferra        | Grecja   | 23.66 |        |
| 6       | 8   | Nadezhda Kotliarova   | Rosja    | 23.69 |        |
| 7       | 3   | Vitória Cristina Rosa | Brazylia | 23.81 |        |
| -       | 7   | Ksienija Ryżowa       | Rosja    | DQ    | R162.7 |